# Cabane de Moiry
Die Cabane de Moiry ist eine Schutzhütte der Sektion Montreux des Schweizer Alpen-Clubs (SAC). Sie liegt in den Schweizer Alpen auf einem Bergvorsprung gegenüber dem Zinalrothorn, oberhalb von Zinal auf einer Höhe von 2825 m ü. M.

## Geschichte der Hütte
Die Berghütte wurde 1924 mit 35 Plätzen erbaut. Im Jahr 2010 erfolgte ein moderner Anbau.

## Gipfeltouren und Übergänge
Folgende Gipfeltouren sind von der Hütte möglich: Grand Cornier (3962 m), Pointes de Mourti (3563 m und 3529 m ü. M.), Aiguilles de la Lé, Dent des Rosses (3613 m ü. M.), Pointe de Bricola (3657 m ü. M.) und Pigne de la Lé (3396 m ü. M.).
Übergänge nach Zinal und zur Cabane du Mountet gehen über den Col de la Cabane, den Col de la Lé und den Col du Pigne.